# (8474) Rettig
Pour les articles homonymes, voir Rettig.
(8474) Rettig est un astéroïde de la ceinture principale.

## Description
(8474) Rettig est un astéroïde de la ceinture principale. Il fut découvert le 15 avril 1985 à la station Anderson Mesa par Edward L. G. Bowell. Il présente une orbite caractérisée par un demi-grand axe de 2,22 UA, une excentricité de 0,17 et une inclinaison de 5,9° par rapport à l'écliptique.

## Compléments